# Miami Open 2010 - Qualificazioni singolare maschile
Le qualificazioni del singolare maschile del Miami Open 2010 sono state un torneo di tennis preliminare per accedere alla fase finale della manifestazione. I vincitori dell'ultimo turno sono entrati di diritto nel tabellone principale. In caso di ritiro di uno o più giocatori aventi diritto a questi sono subentrati i lucky loser, ossia i giocatori che hanno perso nell'ultimo turno ma che avevano una classifica più alta rispetto agli altri partecipanti che avevano comunque perso nel turno finale.
Le qualificazioni del Sony Ericsson Open  2010 prevedevano 48 partecipanti di cui 12 sono entrati nel tabellone principale.

## Teste di serie
1. Denis Istomin (Qualificato)
2. Miša Zverev (primo turno)
3. Illja Marčenko (Qualificato)
4. Marcos Daniel (ultimo turno)
5. Xavier Malisse (Qualificato)
6. Nicolás Massú (Qualificato)
7. Rainer Schüttler (Qualificato)
8. Nicolás Lapentti (ultimo turno)
9. Santiago Giraldo (Qualificato)
10. Andrej Golubev (Qualificato)
11. Wayne Odesnik (primo turno)
12. Lu Yen-hsun (Qualificato)

1. Ramón Delgado (primo turno)
2. Donald Young (primo turno)
3. Ricardo Mello (Qualificato)
4. Björn Phau (primo turno)
5. Jesse Levine (ultimo turno)
6. Harel Levy (primo turno)
7. Ivan Dodig (primo turno)
8. Somdev Devvarman (ultimo turno)
9. Marsel İlhan (Qualificato)
10. Ryan Sweeting (primo turno)
11. Kevin Kim (ultimo turno)
12. Kevin Anderson (Qualificato)

## Qualificati
1. Denis Istomin
2. Kevin Anderson
3. Illja Marčenko
4. Marsel İlhan
5. Xavier Malisse
6. Nicolás Massú

1. Rainer Schüttler
2. Ricardo Mello
3. Santiago Giraldo
4. Andrej Golubev
5. Ryan Sweeting
6. Lu Yen-hsun

## Tabellone

### Legenda
| - Q = Qualificato - WC = Wild card - LL = Lucky loser | - ALT = Alternate - SE = Special Exempt - PR = Protected Ranking | - w/o = Walkover - r = Ritirato - d = Squalificato |

### Sezione 1
|  | Primo turno | Primo turno    | Primo turno    | Primo turno | Primo turno |  |  | Ultimo turno | Ultimo turno   | Ultimo turno | Ultimo turno | Ultimo turno |  |
|  |             |                |                |             |             |  |  |              |                |              |              |              |  |
|  | 1           | Denis Istomin  | Denis Istomin  | 6           | 6           |  |  |              |                |              |              |              |  |
|  |             | Yuki Bhambri   | Yuki Bhambri   | 1           | 3           |  |  | 1            | Denis Istomin  | 4            | 6            | 6            |  |
|  |             | Stéphane Bohli | Stéphane Bohli | 7           | 6           |  |  |              | Stéphane Bohli | 6            | 3            | 3            |  |
|  | 16          | Björn Phau     | Björn Phau     | 5           | 3           |  |  |              |                |              |              |              |  |

### Sezione 2
|  | Primo turno | Primo turno    | Primo turno | Primo turno | Primo turno |  |  | Ultimo turno | Ultimo turno   | Ultimo turno   | Ultimo turno | Ultimo turno |  |
|  |             |                |             |             |             |  |  |              |                |                |              |              |  |
|  |             | Stefan Koubek  | 2           | 6           | 6           |  |  |              |                |                |              |              |  |
|  | 2           | Miša Zverev    | 6           | 1           | 2           |  |  |              | Stefan Koubek  | Stefan Koubek  | 65           | 1            |  |
|  | 24          | Kevin Anderson | 6           | 2           | 6           |  |  | 24           | Kevin Anderson | Kevin Anderson | 7            | 6            |  |
|  |             | J-P Brzezicki  | 0           | 6           | 1           |  |  |              |                |                |              |              |  |

### Sezione 3
|  | Primo turno | Primo turno      | Primo turno      | Primo turno | Primo turno |  |  | Ultimo turno | Ultimo turno     | Ultimo turno     | Ultimo turno | Ultimo turno |  |
|  |             |                  |                  |             |             |  |  |              |                  |                  |              |              |  |
|  | 3           | Illja Marčenko   | Illja Marčenko   | 6           | 6           |  |  |              |                  |                  |              |              |  |
|  |             | João Souza       | João Souza       | 1           | 3           |  |  | 3            | Illja Marčenko   | Illja Marčenko   | 6            | 6            |  |
|  | 20          | Somdev Devvarman | Somdev Devvarman | 7           | 6           |  |  | 20           | Somdev Devvarman | Somdev Devvarman | 4            | 3            |  |
|  |             | David Guez       | David Guez       | 63          | 4           |  |  |              |                  |                  |              |              |  |

### Sezione 4
|  | Primo turno | Primo turno   | Primo turno   | Primo turno | Primo turno |  |  | Ultimo turno | Ultimo turno  | Ultimo turno  | Ultimo turno | Ultimo turno |  |
|  |             |               |               |             |             |  |  |              |               |               |              |              |  |
|  | 4           | Marcos Daniel | Marcos Daniel | 7           | 6           |  |  |              |               |               |              |              |  |
|  |             | Jack Sock     | Jack Sock     | 6(1)        | 0           |  |  | 4            | Marcos Daniel | Marcos Daniel | 6(1)         | 2            |  |
|  | 21          | Marsel İlhan  | 1             | 6           | 6           |  |  | 21           | Marsel İlhan  | Marsel İlhan  | 7            | 6            |  |
|  |             | Brian Dabul   | 6             | 4           | 3           |  |  |              |               |               |              |              |  |

### Sezione 5
|  | Primo turno | Primo turno    | Primo turno    | Primo turno | Primo turno |  |  | Ultimo turno | Ultimo turno   | Ultimo turno   | Ultimo turno | Ultimo turno |  |
|  |             |                |                |             |             |  |  |              |                |                |              |              |  |
|  | 5           | Xavier Malisse | Xavier Malisse | 7           | 6           |  |  |              |                |                |              |              |  |
|  |             | Michael Yani   | Michael Yani   | 62          | 2           |  |  | 5            | Xavier Malisse | Xavier Malisse | 6            | 6            |  |
|  |             | Donald Young   | Donald Young   | 6           | 6           |  |  |              | Donald Young   | Donald Young   | 1            | 2            |  |
|  | 14          | Robby Ginepri  | Robby Ginepri  | 2           | 3           |  |  |              |                |                |              |              |  |

### Sezione 6
|  | Primo turno | Primo turno     | Primo turno     | Primo turno | Primo turno |  |  | Ultimo turno | Ultimo turno  | Ultimo turno  | Ultimo turno | Ultimo turno |  |
|  |             |                 |                 |             |             |  |  |              |               |               |              |              |  |
|  | 6           | Nicolás Massú   | 64              | 6           | 6           |  |  |              |               |               |              |              |  |
|  |             | Lukáš Rosol     | 7               | 4           | 1           |  |  | 6            | Nicolás Massú | Nicolás Massú | 6            | 7            |  |
|  |             | Harel Levy      | Harel Levy      | 6           | 7           |  |  |              | Harel Levy    | Harel Levy    | 4            | 65           |  |
|  | 18          | Josselin Ouanna | Josselin Ouanna | 3           | 68          |  |  |              |               |               |              |              |  |

### Sezione 7
|  | Primo turno | Primo turno | Primo turno | Primo turno | Primo turno |  |  | Ultimo turno | Ultimo turno | Ultimo turno | Ultimo turno | Ultimo turno |  |
|  |             |             |             |             |             |  |  |              |              |              |              |              |  |
|  | 7           | R Schüttler | R Schüttler | 6           | 6           |  |  |              |              |              |              |              |  |
|  |             | Wu Di       | Wu Di       | 1           | 4           |  |  | 7            | R Schüttler  | 7            | 3            | 7            |  |
|  | 23          | Kevin Kim   | Kevin Kim   | 6           | 6           |  |  | 23           | Kevin Kim    | 62           | 6            | 5            |  |
|  |             | A Domijan   | A Domijan   | 4           | 4           |  |  |              |              |              |              |              |  |

### Sezione 8
|  | Primo turno | Primo turno      | Primo turno      | Primo turno | Primo turno |  |  | Ultimo turno | Ultimo turno     | Ultimo turno | Ultimo turno | Ultimo turno |  |
|  |             |                  |                  |             |             |  |  |              |                  |              |              |              |  |
|  | 8           | Nicolás Lapentti | Nicolás Lapentti | 6           | 6           |  |  |              |                  |              |              |              |  |
|  |             | Bobby Reynolds   | Bobby Reynolds   | 1           | 4           |  |  | 8            | Nicolás Lapentti | 7            | 4            | 2            |  |
|  | 15          | Ricardo Mello    | 2                | 6           | 6           |  |  | 15           | Ricardo Mello    | 5            | 6            | 6            |  |
|  |             | Paul Capdeville  | 6                | 4           | 1           |  |  |              |                  |              |              |              |  |

### Sezione 9
|  | Primo turno | Primo turno      | Primo turno      | Primo turno | Primo turno |  |  | Ultimo turno | Ultimo turno     | Ultimo turno     | Ultimo turno | Ultimo turno |  |
|  |             |                  |                  |             |             |  |  |              |                  |                  |              |              |  |
|  | 9           | Santiago Giraldo | Santiago Giraldo | 6           | 6           |  |  |              |                  |                  |              |              |  |
|  |             | Gastón Gaudio    | Gastón Gaudio    | 1           | 2           |  |  | 9            | Santiago Giraldo | Santiago Giraldo | 6            | 7            |  |
|  |             | Ramón Delgado    | Ramón Delgado    | 6           | 6           |  |  |              | Ramón Delgado    | Ramón Delgado    | 3            | 6(1)         |  |
|  | 13          | Frederico Gil    | Frederico Gil    | 3           | 3           |  |  |              |                  |                  |              |              |  |

### Sezione 10
|  | Primo turno | Primo turno     | Primo turno     | Primo turno | Primo turno |  |  | Ultimo turno | Ultimo turno   | Ultimo turno   | Ultimo turno | Ultimo turno |  |
|  |             |                 |                 |             |             |  |  |              |                |                |              |              |  |
|  | 10          | Andrej Golubev  | Andrej Golubev  | 6           | 6           |  |  |              |                |                |              |              |  |
|  |             | Robert Kendrick | Robert Kendrick | 4           | 4           |  |  | 10           | Andrej Golubev | Andrej Golubev | 7            | 6            |  |
|  |             | Ivan Dodig      | Ivan Dodig      | 7           | 7           |  |  |              | Ivan Dodig     | Ivan Dodig     | 68           | 1            |  |
|  | 19          | Rui Machado     | Rui Machado     | 63          | 5           |  |  |              |                |                |              |              |  |

### Sezione 11
|  | Primo turno | Primo turno   | Primo turno   | Primo turno | Primo turno |  |  | Ultimo turno  | Ultimo turno  | Ultimo turno  | Ultimo turno | Ultimo turno |  |
|  |             |               |               |             |             |  |  |               |               |               |              |              |  |
|  |             | Thiago Alves  | Thiago Alves  | 7           | 7           |  |  |               |               |               |              |              |  |
|  | 11          | Wayne Odesnik | Wayne Odesnik | 64          | 64          |  |  | Thiago Alves  | Thiago Alves  | Thiago Alves  | 1            | 4            |  |
|  |             | Ryan Sweeting | Ryan Sweeting | 6           | 6           |  |  | Ryan Sweeting | Ryan Sweeting | Ryan Sweeting | 6            | 6            |  |
|  | 22          | Dustin Brown  | Dustin Brown  | 0           | 2           |  |  |               |               |               |              |              |  |

### Sezione 12
|  | Primo turno | Primo turno      | Primo turno | Primo turno | Primo turno |  |  | Ultimo turno | Ultimo turno | Ultimo turno | Ultimo turno | Ultimo turno |  |
|  |             |                  |             |             |             |  |  |              |              |              |              |              |  |
|  | 12          | Lu Yen-hsun      | Lu Yen-hsun | 6           | 6           |  |  |              |              |              |              |              |  |
|  |             | Júlio Silva      | Júlio Silva | 4           | 2           |  |  | 12           | Lu Yen-hsun  | Lu Yen-hsun  | 6            | 6            |  |
|  | 17          | Jesse Levine     | 6           | 2           | 7           |  |  | 17           | Jesse Levine | Jesse Levine | 4            | 1            |  |
|  |             | É Roger-Vasselin | 2           | 6           | 68          |  |  |              |              |              |              |              |  |